# Fort du Vieux-Canton
 (janvier 2023).
Si vous disposez d'ouvrages ou d'articles de référence ou si vous connaissez des sites web de qualité traitant du thème abordé ici, merci de compléter l'article en donnant les références utiles à sa vérifiabilité et en les liant à la section « Notes et références ».
Le fort du Vieux-Canton est un ouvrage  faisant partie de la place forte de Toul, situé dans la forêt communale de Villey-Saint-Étienne.

## Le fort

### Construction
Le fort a été construit entre 1906 et 1909, sur la rive gauche de la Moselle, à 232 m d'altitude.

### Description
Il représente le schéma type du fort français de 1914. Entièrement en béton, avec son artillerie sous tourelle, il constitue la forme la plus évoluée, celle des écoles de fortification. Implanté sur une crête déjà occupée par des ouvrages, il constitue le point d'appui du secteur, voulu par le gouverneur de Toul.
Entre 1906 et 1909, le chantier de construction permet d'édifier un ouvrage en forme de trapèze. Le fossé est défendu par deux coffres simples et un coffre double. Ils sont reliés au fort par un passage souterrain et entre eux, par une galerie ménagée dans la contrescarpe bétonnée. L'escarpe est simplement talutée, et une grille défensive renforçait le dispositif. À l'arrière de l'ouvrage, la disposition est inversée permettant ainsi de n'offrir aucune prise aux tirs ennemis.
Les dessus du fort sont extrêmement simplifiés et un parapet dessine une crête d'infanterie uniforme autour d'un massif central constitué par le casernement. Ce dernier est compact et fonctionnel. Constitué par des chambrées de 78 hommes, par les chambres des sous-officiers et officiers, il comprend toutes les commodités pour la vie de la garnison, magasins, cuisines et même un four à pain. En 1912, le fort est équipé d'une centrale électrique.

### Garnison et armement en 1914
Le fort comprend deux tourelles de 75 (no 36 et 37), placées chacune dans un angle afin de remplir leur mission de flanquement en direction des forts voisins. Cette artillerie sous tourelle procurait à l'ouvrage une puissance importante. Trois observatoires assuraient la conduite du tir. Pour les feux d'infanterie, deux tourelles mitrailleuses (no 36 et 65) placées également aux angles permettaient de couvrir les abords.
- 1 compagnie d'infanterie (167e régiment d'infanterie).

L'ouvrage disposait de 308 places protégées dans les casemates.
- 138 artilleurs (6e régiment d'artillerie à pied).

Outre l'armement sous tourelle, 4 canons revolvers et 4 canons de 12 culasse pour la défense des coffres.

## Le centre de résistance
Le fort forme le réduit d'un centre de résistance dont l'enveloppe est constituée par l'ouvrage du Bas-du-Chêne, l'ouvrage Est du Vieux-Canton, l'ouvrage de la Nibarde, l'ouvrage ouest du Vieux-Canton.

### Ouvrage du Bas-du-Chêne
L’ouvrage du Bas-du-Chêne est construit en 1910 à proximité du flanc droit du fort du Vieux-Canton. Doté d’un léger profil triangulaire, il est également surmonté d’un parapet en béton avec une position de tir pour mitrailleuse et une guérite observatoire, le tout accessible par un escalier. Son plan est plus sophistiqué parce qu’on lui a donné une forme brisée (il en résulte un parapet permettant le tir sur 180°) et parce que les accès au couloir sont mieux défilés : à côté des latrines, l’entrée du couloir est en chicane et le mur de masque en échelon crée deux autres entrées bien protégées. À l’intérieur on retrouve deux casemates pour hommes, une chambre pour officiers, un local pour section de mitrailleuses et une cuisine au fond du couloir. Sa capacité était prévue pour 72 hommes.

### Ouvrage de la Nibarde
Construit en 1908, l’abri de la Nibarde est implanté sur une crête à l’est de Vieux-Canton. Il sert de réduit à un retranchement constitué de tranchées à masque ; c'est un véritable petit ouvrage qui se constitue.

### Ouvrage du Mauvais Lieu
Situé à 750 m au sud-ouest du fort, il a été construit en 1907. Il a été réalisé en béton armé spécial de 2 m d'épaisseur. 

### Ouvrage ouest du Vieux-Canton
L’ouvrage du Vieux-Canton ouest est le collatéral de l'ouvrage du Ropage (à 1,250 km) et il délimite l’extrémité nord-ouest du centre de résistance du Vieux-Canton. Il domine la nationale de Toul à Pont-à-Mousson. L’abri occupe le flanc droit d’un ouvrage à profil triangulaire et se compose d’un abri de combat de demi-compagnie (avec la marque touloise : orientation des chambres modifiée) auquel on a ajouté trois locaux à une aile : cuisine, chambre pour officier, local pour section de mitrailleuses). Sur la même aile, un escalier en béton accède aux dessus. Bétonné, le parapet comporte dans l’angle une guérite cuirassée et une position pour affût de mitrailleuses.

### Ouvrage du Champ-des-Bœufs
L’ouvrage du Champ-des-Bœufs était en construction en 1914 et ne fut pas terminé. Sa situation est analogue à celle de l’ouvrage du Bas-du-Chêne mais sur le flanc gauche du fort de Vieux-Canton. Agissant dans une petite dépression difficilement battue par l’infanterie du fort, il présente une particularité intéressante qui prouve bien la filiation avec les abris de combat : le coffre flanquant préconisé dans la note de 1913 fait son apparition sur le mur de masque. À l’intérieur, outre les deux casemates pour hommes, se trouvent la cuisine, la chambre d’officiers dans le coffre flanquant et le local pour une section de mitrailleuses. Les dessus, accessibles par un escalier, devaient également comporter un parapet bétonné ainsi qu’une guérite cuirassée.

### Abris de combatno2etno3
- Abri no 2 : à 300 m en arrière de l’ouvrage est de Vieux-Canton ; sa position sur une crête lui a valu d'être englobé dans un massif de terre formant ainsi un retranchement.
- Abri no 3 : très bien défilé derrière une crête dominant la route de Toul à Pont-à-Mousson, son mur de masque est perpendiculaire à la courbe de niveau.

### Galerie

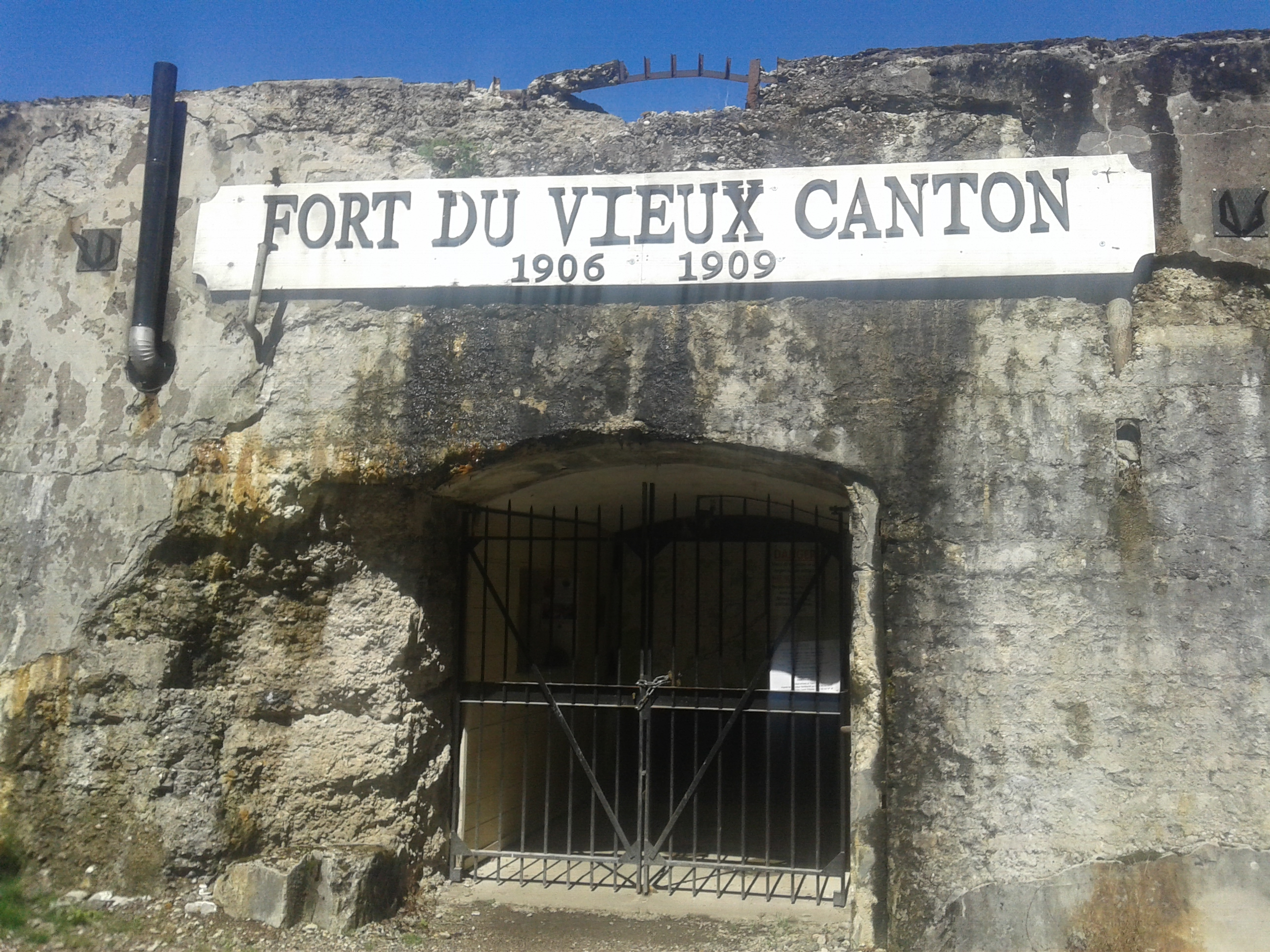
L'entrée du fort.
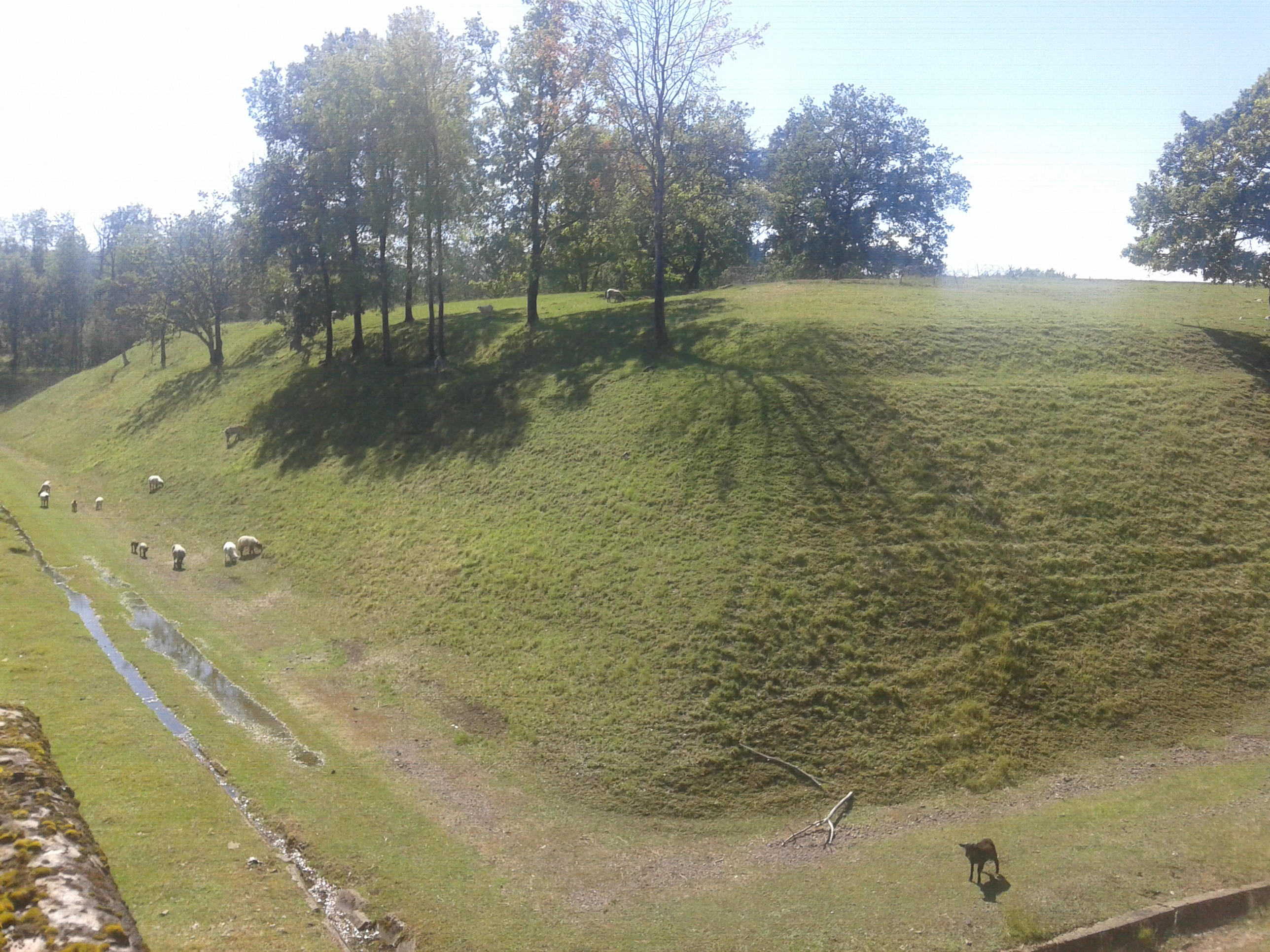
Vue du fort.
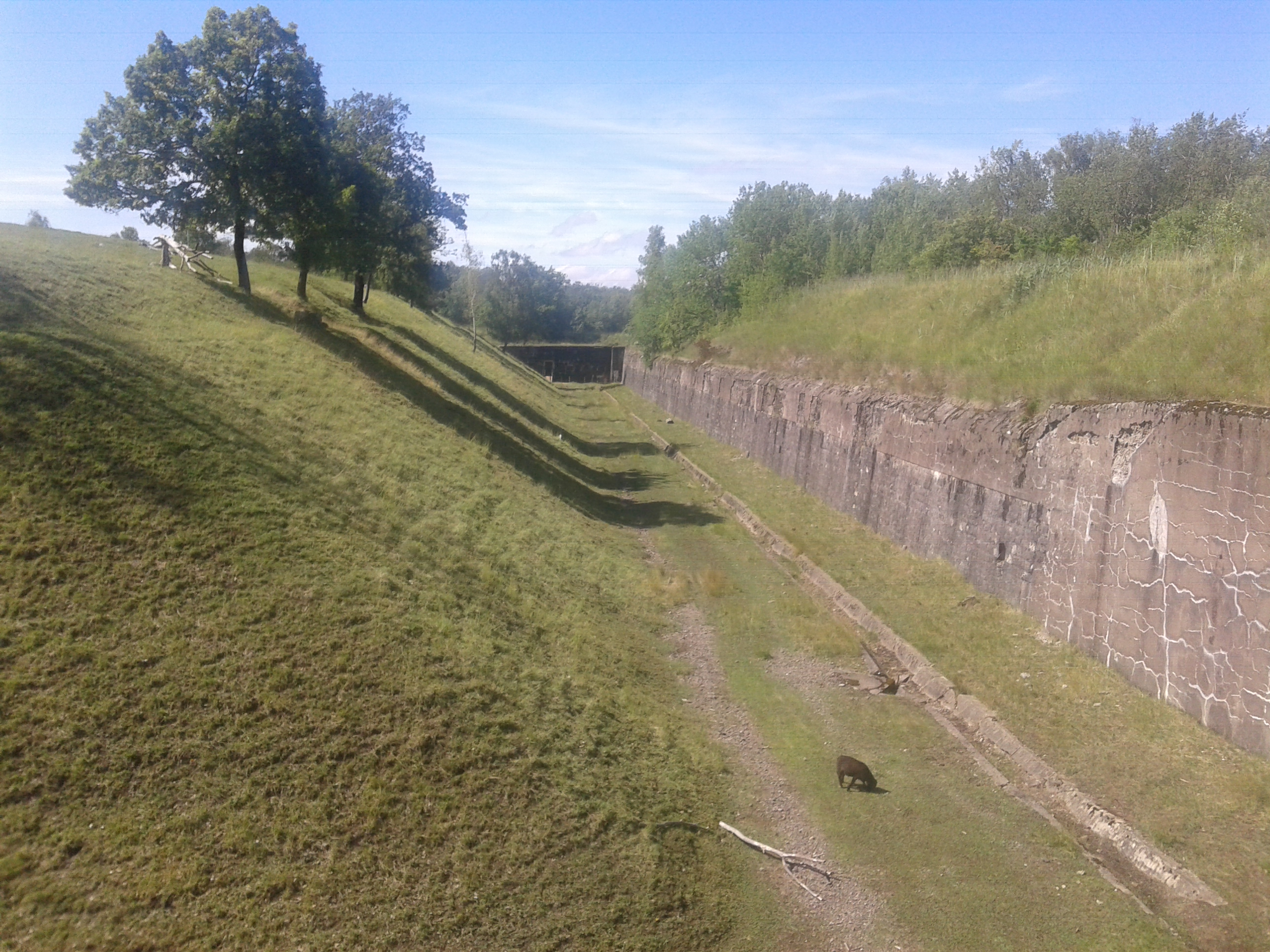
Le fossé.
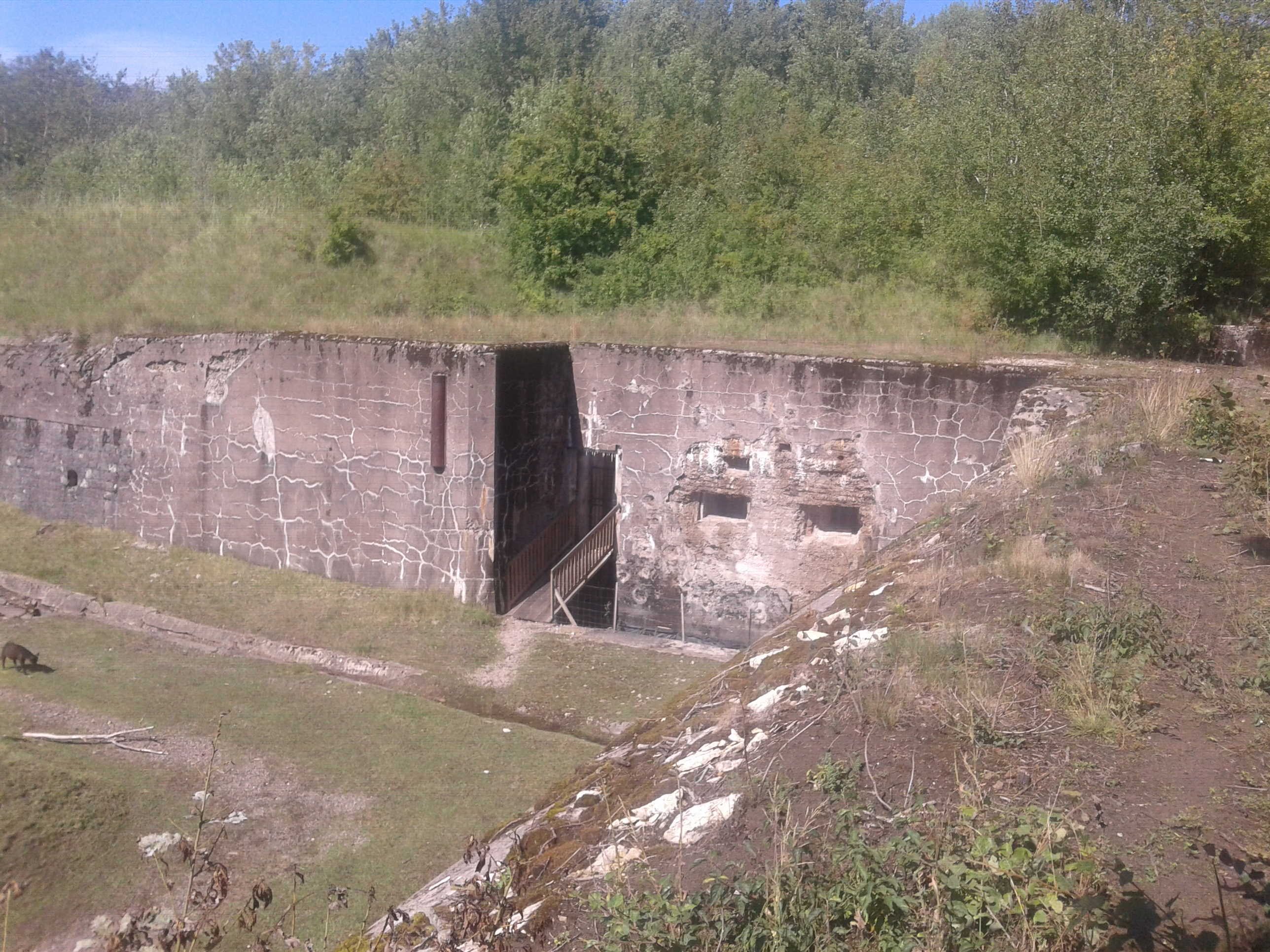
Le coffre double.
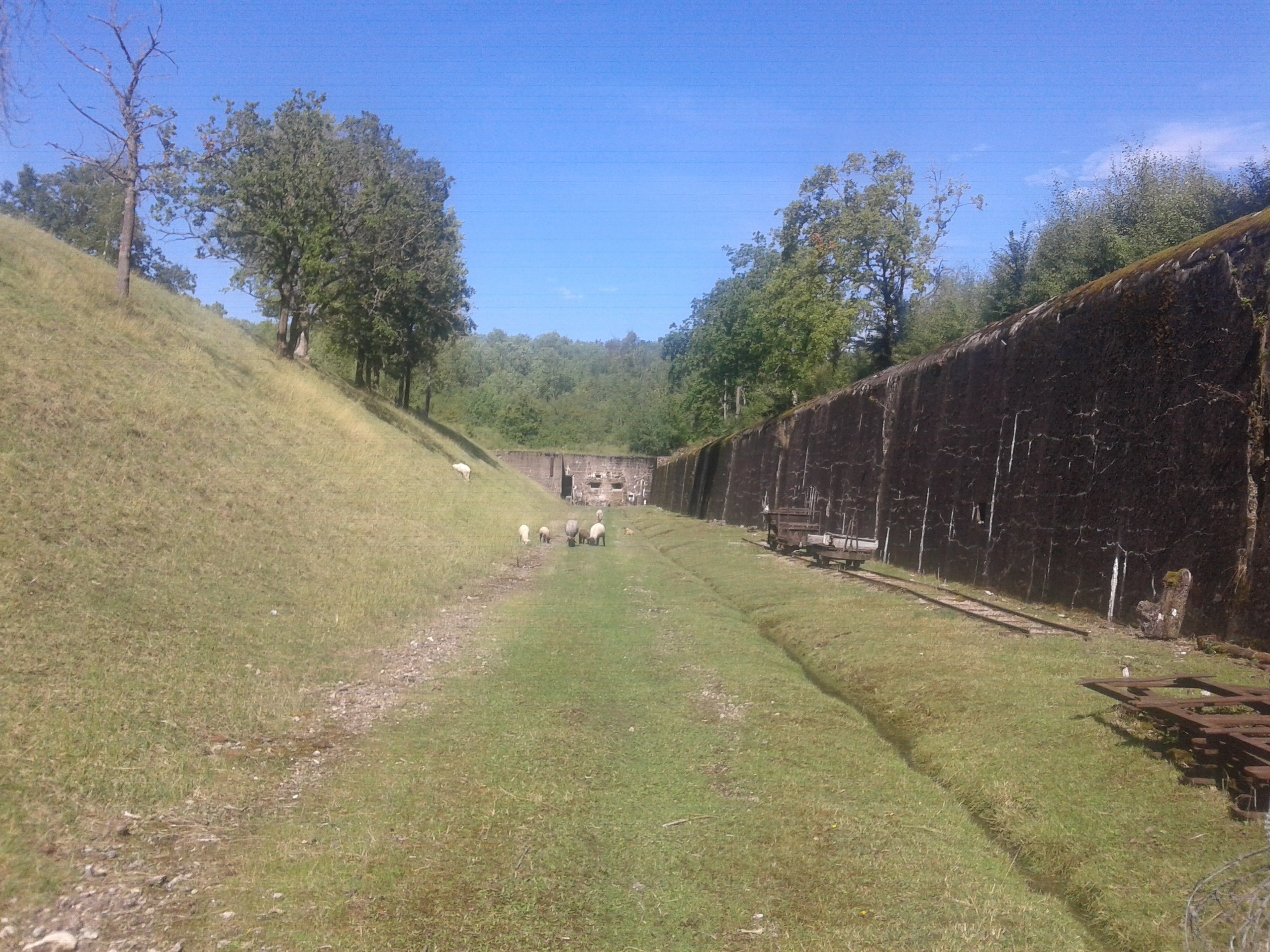
Le fossé.
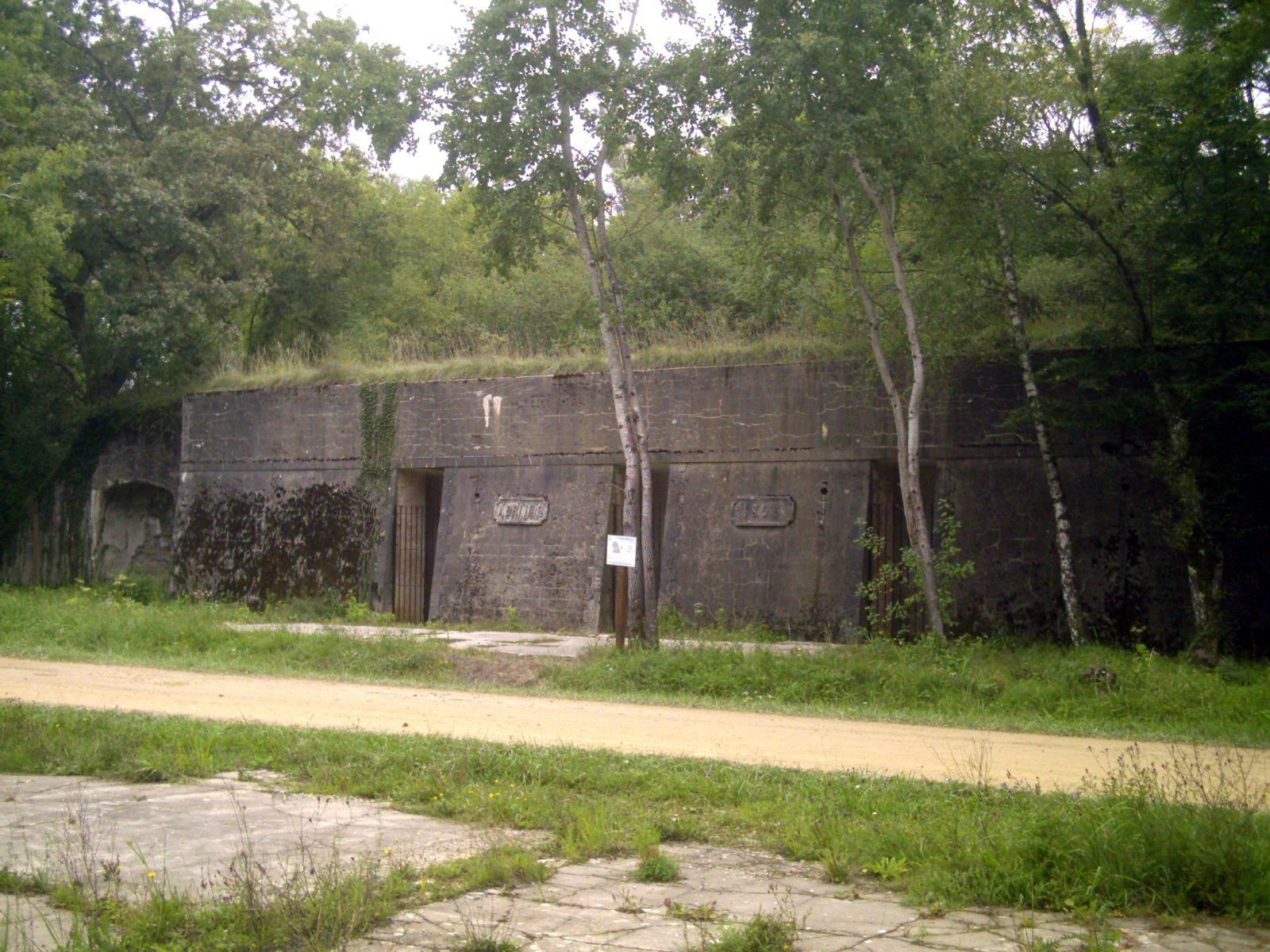
Abri de combat no 2.
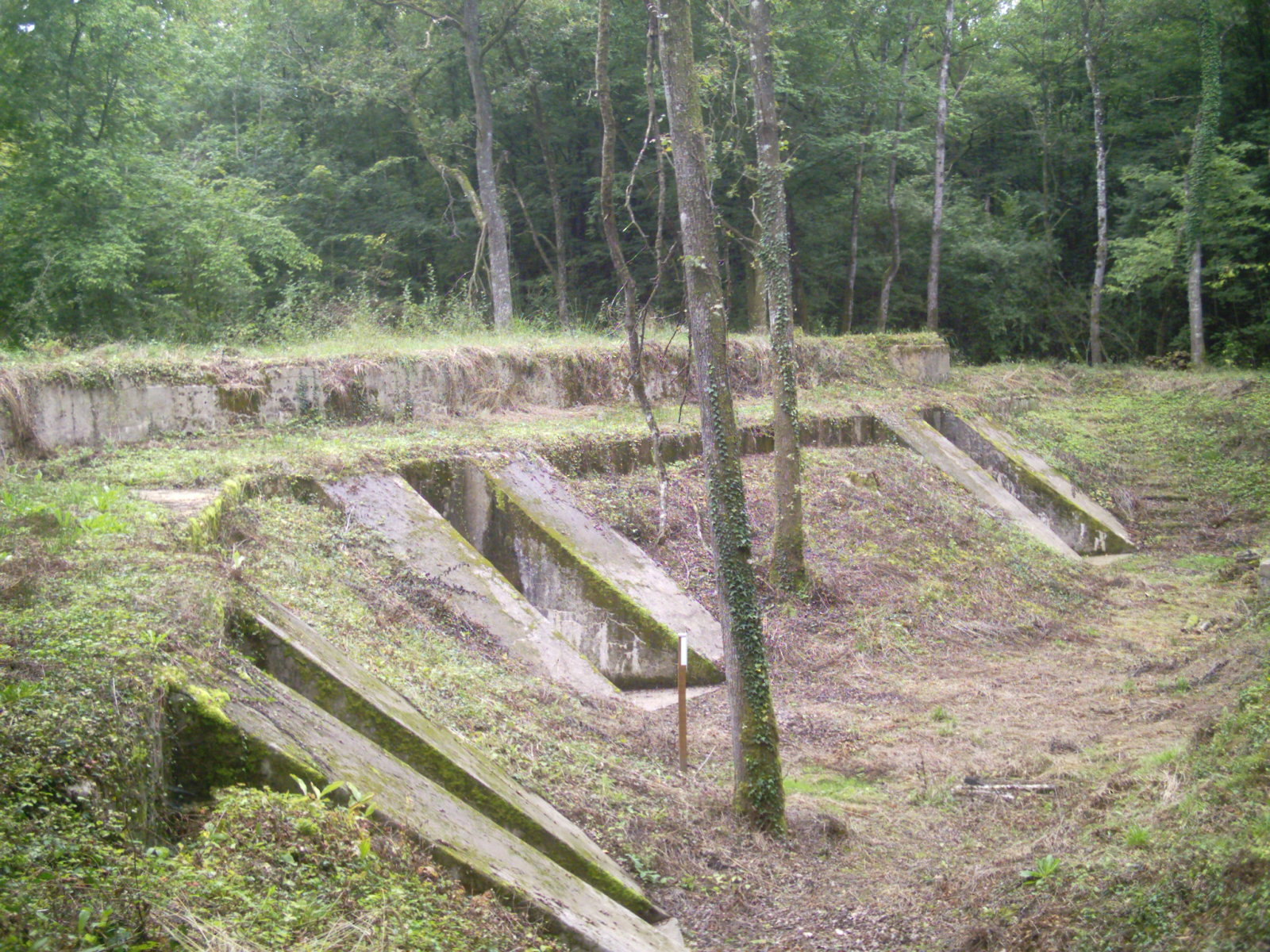
Ouvrage du Mauvais Lieu.